# 基础体温

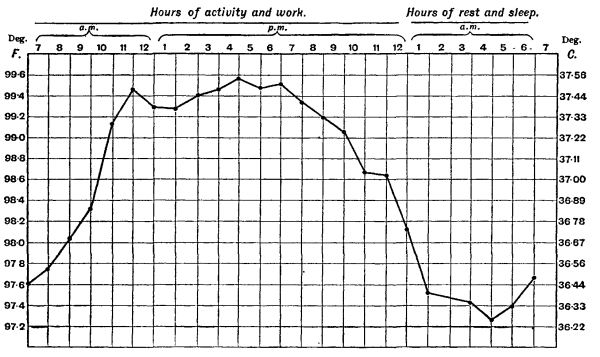
每天體溫的變化，在上午10點到下午6點約37.5℃，在凌晨2點到6點則降為36.4℃

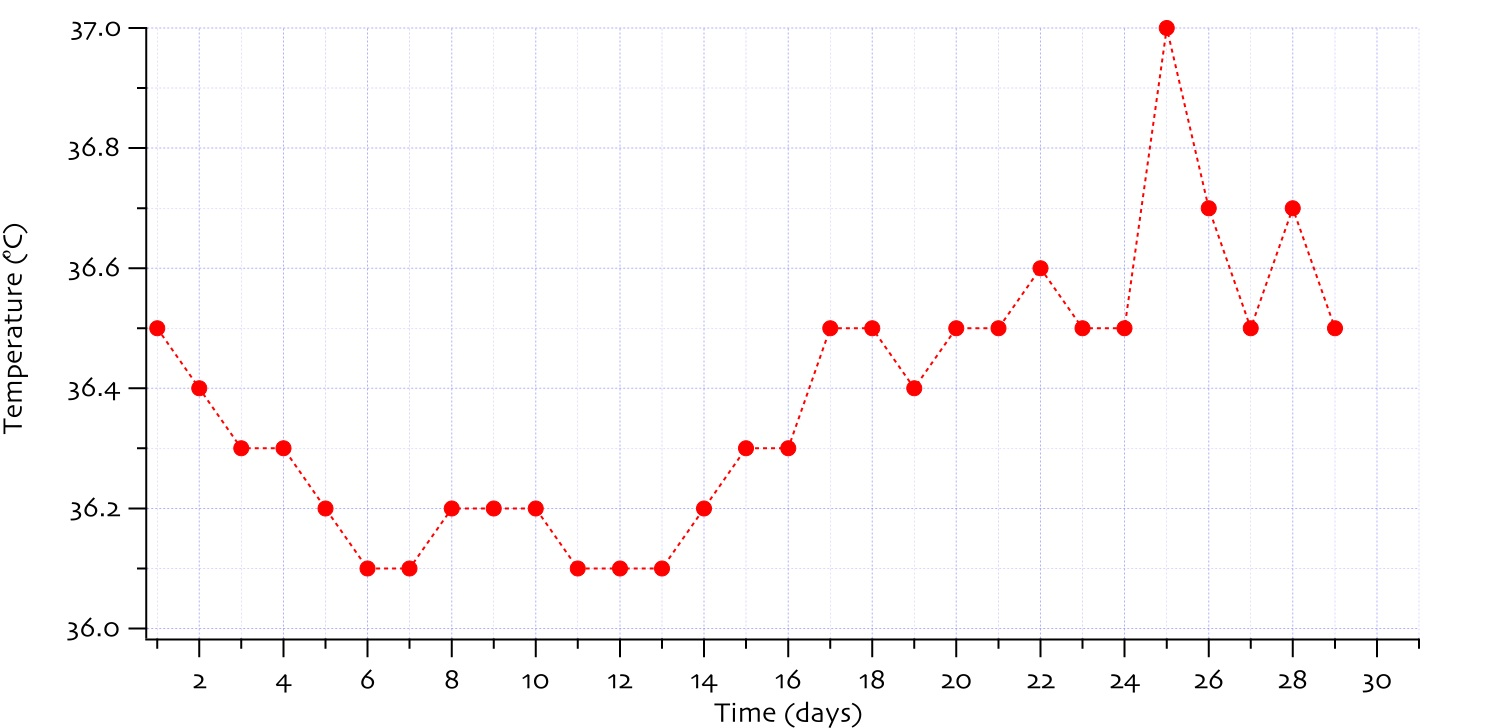
基础体温表，月經在第一天開始，在第14至18天的體溫上昇表示排卵。體溫是用一般體溫計量測舌溫而來，若是正常的睡眠週期被打斷，基础体温會有明顯的變化（例如第25天）

基础体温（英語：Basal body temperature，縮寫：BBT），是人体在完全放松状态下，身体的最低温度，所以一般在睡眠后测量最为准确。测量应该在睡醒后立即进行，避免之前进行任何身体移动。通过基础体温的测量和记录，可以比较准确的了解女性的月经周期变化，预测排卵日和月经日。
对于一般成年女性来说，基础体温会在排卵前下降0.1-0.2℃，排卵后立刻升高0.3-0.5℃，并持续到月经到来前1-2天，月经到来前，基础体温会下降到平均水平。而不正常的基础体温变化，通常表示身体的某种异常，比如已怀孕，早期流产，停止排卵，黄体功能不良，黄体素浓度不够等，需要及时就诊。
基础体温可以推算安全期，是一種自然避孕法。也可以反過來用基础体温來判斷排卵期，增加受孕機會。

## 推算安全期和避孕

### 月經週期中的基础体温
在月經週期中的卵泡期，雌激素提高，使基础体温降低。排卵後因黄体產生的孕酮，會使基础体温升高。基础体温的升高一般在排卵後一天最明顯，不過也有變異，因此用基础体温判斷排卵期會有三天的誤差。
若沒有懷孕，黄体的解體會導致基础体温下降，約和下次月經來臨時間一致，若有懷孕，黄体會繼續作用，因此在懷孕前三個月會維持較高的基础体温，在三個月以後胎盤接管原來由黄体進行的機能，因此基础体温會降低到卵泡期的溫度。
一些少見的情形下，黄体會形成囊腫，黄体囊腫會使基础体温維持在較高的溫度，而且不會有月經，一直到黄体囊腫消失為止，過程可能需要幾週到數個月。

### 用基础体温來幫助受孕
規則的月經週期是女性正常排卵的證據之一，若月經週期不規則，也表示可能沒有正常排卵。不過許多女性月經週期不規則，可是也正常排卵，有些月經週期規則的女性可能沒有無排卵，或是黃體期異常。基础体温的記錄可以準確的判斷是否有排卵，也可以判斷黃體期的長度足夠讓受精卵著床。有些生育力的軟體可以協助女性判斷上述的資訊。
妊娠試驗無法在排卵後的三週內檢測。知道預估的排卵日可以讓女性不要太早進行檢測，可能會得到偽陰性的錯誤結果。而且，若基础体温連續十八天上昇，幾乎可以確認女性已經懷孕。
在估計胎兒的妊娠年齡時，追蹤基础体温比追蹤月經週期的結果要準確。

### 用基础体温來避孕

月經週期

基础体温法是一些估算排卵期之自然避孕法的基礎，而且也可以推算何時是排卵期後的不孕期。不過基础体温法只能知道現在是否有排卵，無法預測排卵期。而一般精子的壽命約有七至十日，因此需預測性交後的七至十天內是否都不會排卵，以避免懷孕。

## 外部連結
- Basal Body Temperature Changes - Sign of an Early Pregnancy ?
- BBT Q&A, with an example of a BBT chart
- Free spreadsheet to chart your BBT
- More information on your Basal Body Temperature (BBT) （页面存档备份，存于）